# Carlo Alessi
Carlo Alessi (Granerolo, 1916 – Omegna, 30 luglio 2009) è stato un designer e imprenditore italiano.
Entrato in gioventù nell'officina del padre, si occupò subito di design e progettazione.
Disegnò gran parte degli oggetti del catalogo Alessi, con le serie Ottagonale, Scalini, Cilindrica e Bombé.
Ritiratosi alla fine degli anni quaranta, divenne presidente dell'azienda di famiglia.
È morto nel 2009 all'età di 93 anni.